# هانس-یواخیم بورتسیم
هانس-یواخیم بورتسیم (آلمانی: Hans-Joachim Borzym؛ زادهٔ ۷ ژانویهٔ ۱۹۴۸) قایقران روئینگ اهل آلمان شرقی بود.